# ناحیه اگاسیز، شهرستان لاک کی پرل، مینه‌سوتا
شهرستان اگاسیز، بخش لاک کی پرل، مینه‌سوتا (به انگلیسی: Agassiz Township, Lac qui Parle County, Minnesota) یک منطقهٔ مسکونی در ایالات متحده آمریکا است که در مینه‌سوتا واقع شده‌است.

## خصوصیات
شهرستان اگاسیز ۹۶٫۷ کیلومترمربع مساحت و ۱۰۴ نفر جمعیت دارد و ۳۱۶ متر بالاتر از سطح دریا واقع شده‌است.